# La sai l'ultima?
La sai l'ultima? è stato un programma televisivo italiano in onda per svariate edizioni in prima serata su Canale 5 dal 1992. Incentrato sul tema delle barzellette, nelle varie edizioni è stato condotto da diversi conduttori, tra cui Pippo Franco e Pamela Prati, Gerry Scotti e Paola Barale, Natalia Estrada, Gigi Sabani, Massimo Boldi, Lorella Cuccarini, Ezio Greggio. Ne sono stati tratti diversi spin-off.

## Descrizione
Il programma, ideato da Gigi Reggi, è basato su una gara tra barzellettieri che, nel corso di ogni puntata, si sfidano proponendo barzellette. In ogni appuntamento, il pubblico in sala elegge il vincitore mediante il meccanismo degli applausi (appositamente misurati attraverso il meccanismo dell'applausometro).
Il compito di unire le varie fasi della gara spettava ai conduttori, che si cimentavano in monologhi comici (specialmente nelle edizioni condotte da Pippo Franco), esibizioni di danza proposte dalle conduttrici delle varie stagioni (Pamela Prati, Paola Barale, Natalia Estrada e Lorella Cuccarini). Appuntamento fisso di ogni puntata erano anche gli spazi curati da comici facenti parte del cast fisso del programma, come Gino Bramieri nelle prime edizioni o, tra i tanti, Valentina Persia, Enrico Brignano e Franco Guzzo. In alcune edizioni, parte della puntata vedeva come protagonisti alcuni ospiti famosi che avevano il compito di raccontare le barzellette o venivano brevemente intervistati.
Dopo una puntata zero, in totale sono state realizzate undici edizioni, alle quali vanno aggiunte un'edizione speciale con puntate tematiche (1995), un'edizione intitolata La sai l'ultimissima?, caratterizzata dalla riproposizione di spezzoni di repertorio (2003), e un'edizione dal titolo La sai l'ultima? Vip, alla quale hanno preso parte come concorrenti solo ospiti vip (2004).

## Storia

### 1992-1996
La trasmissione incomincia venerdì 13 marzo 1992, in prima serata, con una puntata zero condotta da Gerry Scotti e Sabina Stilo, che prevede una gara tra quindici barzellettieri giudicati da una giuria di personaggi noti capitanati da Iva Zanicchi.
In seguito al buon riscontro di pubblico, il programma viene proposto per una prima serie in onda il sabato in prima serata a partire dal 4 luglio 1992, con la conduzione di Pippo Franco e la partecipazione di Pamela Prati, che nel corso delle serate interpreta brani ed eseguiva coreografie ideate da Brian & Garrison, oltre a cantare la sigla di testa omonima alla trasmissione e la sigla di coda Mocambo. La trasmissione ottiene un buon successo di pubblico e critica e va in onda anche nell'estate 1993, con tutto il cast artistico riconfermato e arricchito dalla presenza dei comici Harold Davies, Giorgio Ariani, Gianni Fantoni e Franco Guzzo.
A questa edizione prendono parte in qualità di concorrenti anche alcuni attori comici esordienti come Enrico Brignano, giunto fino alla puntata finale in onda con il titolo La sai l'ultimissima? nell'ottobre dello stesso anno, ed Emanuela Tittocchia. Un piccolo ruolo è ricoperto anche da Jill Cooper, che al termine della puntata consegnava la coppa al barzellettiere vincitore.
Il grande successo del programma porta alla decisione di collocare il varietà in un periodo più prestigioso della stagione televisiva, facendo così in modo che la terza edizione vada in onda nell'autunno del 1994, ancora una volta con Pippo Franco e Pamela Prati e sempre di sabato sera, scontrandosi con il fortunato programma di Rai 1 Scommettiamo che...?. Il cast si arricchisce ulteriormente di attori comici tra cui Manlio Dovì, proveniente come i due conduttori dalla compagnia del Bagaglino, inserendo così anche dei momenti di satira politica. Sempre nella stessa stagione viene dato spazio agli ospiti provenienti dal mondo dello spettacolo e il pubblico in sala è maggiormente coinvolto nello svolgimento della trasmissione poiché possono declamare una propria barzelletta ed eseguire una coreografia di Brian & Garrison, con l'aiuto di Pamela Prati. Questa terza stagione ottiene un buon consenso di pubblico, venendo seguito da oltre quattro milioni di spettatori con il 20% di share, nonostante la schiacciante concorrenza del varietà RAI Questa edizione, che vede esordire nelle vesti di barzellettieri personaggi come Valentina Persia, Andrea Pucci, Giulio Golia e Rosario Rosanova, termina con due puntate di semifinali, una delle quali vide sfidarsi proprio la Persia con Rosanova, che vince il confronto. La finale accompagna il pubblico di Canale 5 durante la notte di San Silvestro, traghettandoli nell'anno nuovo.
Dopo questa edizione Pippo Franco e Pamela Prati cedono le redini della trasmissione a Gerry Scotti e Paola Barale, che proporranno la quarta edizione del programma nell'autunno successivo, insediandosi alla domenica sera. L'edizione, che vede la partecipazione del cast fisso di Gino Bramieri, Cristina D'Avena e Umberto Smaila e la partecipazione di ospiti come Vittorio Sgarbi ottiene un notevole successo di pubblico venendo seguito da oltre sette milioni di spettatori. Come l'anno precedente, anche per quest'edizione la trasmissione ha tenuto compagnia al pubblico di Canale 5 nelle notti della Vigilia di Natale e nella notte di Capodanno. L'edizione viene vinta da Giusy Zenere, eletta campionessa il 7 gennaio 1996, mentre il 14 gennaio successivo va in onda un'ulteriore puntata con tutti i migliori barzellettieri dell'edizione appena conclusa.

### 1997-2008
Dopo un anno di pausa, il programma torna su Canale 5 nell'aprile del 1997 con la conduzione di Gerry Scotti e Natalia Estrada con la sua quinta edizione, andata in onda nella serata del venerdì con successo, ottenendo ascolti superiori ai sei milioni di spettatori. L'accoppiata Scotti-Estrada mantiene la conduzione della trasmissione anche nella primavera del 1999. La sesta edizione, pur raggiungendo picchi di share superiori al 23% e una media di ascolti del 21,5% (quasi 4 milioni di telespettatori), non ottiene il successo sperato dalla rete, che punta a battere Festa di classe, in onda su Rai 2 con la conduzione di Amadeus. In questa edizione da ricordare lo sketch "Tiggì" con l'imitazione dell'allora conduttrice del TG1 Lilli Gruber da parte della presentatrice spagnola e la presenza fissa di Brigitte Nielsen. Quest'edizione vide la presenza di molti ospiti tra cui Mara Venier, Gina Lollobrigida, Albano Carrisi, Laura Freddi, Silvana Giacobini, Maria Teresa Ruta, Sandra Milo, 14 veline di Striscia la notizia (in ordine di partecipazione al telegiornale satirico): Stefania Dall'Olio, Eliette Mariangelo, Micaela Verdiani, Simonetta Pravettoni, Annalisa Gambi, Laura Paternoster, Ana Laura Ribas, Cecilia Belli, Fanny Cadeo, Laura Valci, Miriana Trevisan, Laura Freddi, Cristina Quaranta e Roberta Lanfranchi.
Nel febbraio del 2000 parte la settima edizione del programma, con Gigi Sabani che sostituisce Gerry Scotti, impreziosendo la trasmissione con alcune imitazioni. Al suo fianco viene riconfermata Natalia Estrada, ormai giunta alla sua terza stagione, In onda nella prima serata della domenica, nonostante l'agguerrita concorrenza del "Medico in famiglia" su Rai 1, la trasmissione porta a casa una media superiore al 20% di share con quasi 5 milioni di affezionati telespettatori. In questa stagione il cast è arricchito dalla presenza del comico Antonio Giuliani. Sempre la Estrada e Sabani conducono anche l'edizione del 2001, in onda sempre in primavera. In queste edizioni, notevole spazio hanno gli ospiti vip.
Nel 2002 il programma, per festeggiare 10 anni, torna in estate, sempre su Canale 5, occupando la prima serata del sabato. Questa edizione propone la sfida tra tutti i barzellettieri campioni delle passate edizioni, per stabilire a chi appartiene il titolo definitivo di "Re della barzelletta". Condotto da Natalia Estrada, coadiuvata stavolta da Claudio Lippi, il varietà ottiene un discreto riscontro di pubblico, totalizzando tre milioni cinquecentomila spettatori e uno share del 24%. In questa stagione, in onda in diretta dallo studio 11 di Cologno Monzese, ha particolare successo anche lo spazio dedicato ai sosia dei personaggi famosi.
Dopo alcune stagioni di assenza dagli schermi, la trasmissione torna in onda il martedì in prima serata nel gennaio 2008 su Canale 5, con la conduzione di Lorella Cuccarini e Massimo Boldi. La trasmissione non incontra il successo sperato, ottenendo appena il 15% di share, e viene cancellata dopo la quarta puntata.

### Il ritorno nel 2019
Il programma torna nel 2019 con l'undicesima edizione dal titolo La sai l'ultima? Digital Edition, in onda dal 21 giugno al 26 luglio ogni venerdì sera per 6 puntate (seguite da uno speciale intitolato La sai l'ultima? Reload, in onda il 2 agosto), condotta da Ezio Greggio e Romina Pierdomenico e con la partecipazione dei comici Maurizio Battista, Biagio Izzo, Nino Formicola, Gianluca Fubelli, Valentina Persia, Alessandro Paci ed Uccio De Santis.
Questa edizione ottiene una media ascolti di 2 472 000 telespettatori con il 16,70% di share e viene vinta da Willer Collura della squadra di Gianluca Fubelli.
La sigla di questa edizione è Just Got Paid di Sigala.
L'edizione viene poi replicata nell'estate 2020, ogni sabato sera dal 18 luglio al 22 agosto, in prima serata su Canale 5.

## Spin-off

### Programmi a sè stanti

#### La sai l'ultima? Miss/Vip/Famiglia/Lavoro/Cantanti
Nella tarda primavera del 1995 viene realizzata una breve edizione in onda sempre su Canale 5 nella prima serata del giovedì condotta ancora una volta da Pippo Franco e Pamela Prati. Ogni puntata ha una tematica diversa (Vip, Miss, Famiglia, Lavoro, Cantanti) e vede protagonisti nei panni di barzellettieri persone legate alla categoria trattata durante la serata.

#### La sai l'ultima? - Lui contro Lei
Venerdì 6 giugno 1997 in coda all'edizione viene realizzata una puntata speciale dal titolo Lui contro Lei, nella quale Gerry Scotti e Natalia Estrada presentano una sfida a suon di barzellette tra concorrenti divisi tra uomini e donne.

#### La sai l'ultimissima?
Nell'estate del 2003 Pippo Franco e Natalia Estrada, affiancati dagli attori comici Valentina Persia e Franco Guzzo, conducono La sai l'ultimissima?, le cui puntate vedono in gara alcuni nuovi barzellettieri, ma sono in buona parte composte da filmati estrapolati dalle precedenti edizioni della trasmissione originale. Lo stesso titolo era stato usato anche per la serata finale della seconda edizione in onda nel 1993.

#### La sai l'ultima? - Vip
A cavallo tra la primavera e l'estate 2004 va in onda La sai l'ultima? - Vip, edizione dedicata alle barzellette raccontate dai personaggi famosi e condotta da Natalia Estrada e Claudio Lippi.

### Programmi con il meglio di La sai l'ultima

#### La sai l'ultima - La sai o non la sai?
Nell'estate 1999 va in onda nel preserale domenicale La sai l'ultima - La sai non la sai?, montaggio di filmati di repertorio che anticipano il TG5 delle 20:00.

#### La sai l'ultima? - Web
Nel 2011 nasce un ulteriore spin off, La sai l'ultima? - Web, realizzato per Mediaset Extra sfruttando brevi filmati inviati dagli spettatori sul sito Internet Mediaset e va in onda per una durata di circa cinque minuti in coda a un ciclo di repliche de La sai l'ultimissima?, in onda nella prima serata del canale nell'estate di quell'anno.

#### La sai l'ultima? - Snack
Sempre Mediaset Extra ha proposto anche La sai l'ultima? - Snack, breve spin off della trasmissione realizzato dal montaggio di alcune barzellette proposte nel corso degli anni.

## Edizioni
| Edizione | Rete     | Anno      | Inizio          | Fine              | Numero puntate | Conduttore        | Co-conduttore       | Ospiti fissi | Studio Televisivo                                              |
| -------- | -------- | --------- | --------------- | ----------------- | -------------- | ----------------- | ------------------- | --- | -------------------------------------------------------------- |
| Pilota   | Canale 5 | 1992      | 12 marzo 1992   | 12 marzo 1992     | 1              | Gerry Scotti      | Sabina Stilo        | Carlo Pistarino,Massimo Boldi | Studio 10 del Centro di produzione Mediaset di Cologno Monzese |
| 1ª       | Canale 5 | 1992      | 4 luglio 1992   | 25 settembre 1992 | 12             | Pippo Franco      | Pamela Prati        | Carlo Pistarino, Giorgio Ariani | Studio 11 del Centro di produzione Mediaset di Cologno Monzese |
| 2ª       | Canale 5 | 1993      | 26 giugno 1993  |                   |                | Pippo Franco      | Pamela Prati        | Gianni Fantoni, Giorgio Ariani, Pino Campagna, Jill Cooper                                                                          | Studio 11 del Centro di produzione Mediaset di Cologno Monzese |
| 3ª       | Canale 5 | 1994-1995 |                 |                   |                | Pippo Franco      | Pamela Prati        | Gianni Fantoni, Manlio Dovì, Gianna Martorella, Steve La Chance, Donatella Di Rosa                                                  | Studio 10 del Centro di produzione Mediaset di Cologno Monzese |
| Special  | Canale 5 | 1995      |                 |                   |                | Pippo Franco      | Pamela Prati        | Gianni Fantoni, Manlio Dovì, Gianna Martorella, Steve La Chance, Donatella Di Rosa                                                  | Studio 10 del Centro di produzione Mediaset di Cologno Monzese |
| 4ª       | Canale 5 | 1995-1996 |                 | 7 gennaio 1996    |                | Gerry Scotti      | Paola Barale        | Umberto Smaila, Cristina D'Avena, Gino Bramieri, Enrico Brignano, Franco Guzzo, Federica Fontana, Elisabetta Pellini                | Studio 10 del Centro di produzione Mediaset di Cologno Monzese |
| 5ª       | Canale 5 | 1997      |                 |                   |                | Gerry Scotti      | Natalia Estrada     | Ficarra & Picone | Studio 11 del Centro di produzione Mediaset di Cologno Monzese |
| Special  | Canale 5 | 1997      | 6 giugno 1997   | 6 giugno 1997     | 1              | Gerry Scotti      | Natalia Estrada     | - | Studio 11 del Centro di produzione Mediaset di Cologno Monzese |
| 6ª       | Canale 5 | 1999      |                 |                   |                | Gerry Scotti      | Natalia Estrada     | Valentina Persia, Pino Campagna, Franco Guzzo, Brigitte Nielsen                                                                     | Studio 11 del Centro di produzione Mediaset di Cologno Monzese |
| 7ª       | Canale 5 | 2000      |                 |                   |                | Gigi Sabani       | Natalia Estrada     | Valentina Persia, Franco Guzzo, Pino Campagna, Franco Guzzo, Antonio Giuliani                                                       | Studio 11 del Centro di produzione Mediaset di Cologno Monzese |
| 8ª       | Canale 5 | 2001      |                 |                   |                | Gigi Sabani       | Natalia Estrada     | Valentina Persia | Studio 11 del Centro di produzione Mediaset di Cologno Monzese |
| 9ª       | Canale 5 | 2002      |                 |                   |                | Claudio Lippi     | Natalia Estrada     | Valentina Persia | Studio 11 del Centro di produzione Mediaset di Cologno Monzese |
| Special  | Canale 5 | 2004      |                 |                   |                | Claudio Lippi     | Natalia Estrada     | Valentina Persia | Studio 11 del Centro di produzione Mediaset di Cologno Monzese |
| 10ª      | Canale 5 | 2008      | 29 gennaio 2008 | 24 febbraio 2008  | 4              | Lorella Cuccarini | Massimo Boldi       | Angelo Russo | Studio 20 del Centro di produzione Mediaset di Cologno Monzese |
| 11ª      | Canale 5 | 2019      | 21 giugno 2019  | 26 luglio 2019    | 6 + 1          | Ezio Greggio      | Romina Pierdomenico | Biagio Izzo, Gianluca Fubelli, Maurizio Battista, Nino Formicola, Valentina Persia, Alessandro Paci, Uccio De Santi, Simone Metalli | Le Robinie Studios - Cologno Monzese                           |

## Puntate e ascolti

### Puntata pilota
Puntata inizialmente prevista per il 22 febbraio.
| Puntata | Data           | Ospiti                                                                        |
| ------- | -------------- | ----------------------------------------------------------------------------- |
| 1       | 12 aprile 1992 | Iva Zanicchi, Patrizia Rossetti, Bobby Solo, Wanna Marchi,Pupo, Gigi Marzullo |

### Sesta edizione (1999)
| Puntata | Data           | Telespettatori | Share  | Fonte  |
| ------- | -------------- | -------------- | ------ | ------ |
| 9       | 8 maggio 1999  | 5 730 000      | 26,94% | [ 29 ] |
| 11      | 29 maggio 1999 | 4 449 000      | 27,74% | [ 30 ] |

### Decima edizione (2008)
| Puntata | Messa in onda    | Telespettatori | Share  | Fonte  |
| ------- | ---------------- | -------------- | ------ | ------ |
| 1       | 29 gennaio 2008  | 4.382.000      | 18,15% | [ 31 ] |
| 2       | 5 febbraio 2008  | 4.233.000      | 19,01% | [ 32 ] |
| 3       | 12 febbraio 2008 | 3 916 000      | 16,79% | [ 33 ] |
| 4       | 19 febbraio 2008 | 3 692 000      | 14,90% |        |

### Unidicesima edizione (2019)

#### Concorrenti

##### Squadra Izzo
Giuseppe Dara (Sesto classificato), Carmine Cavazza (Settimo classificato), Bruno Lusenti (Decimo classificato), Nicola Cenzato (Eliminato), Assia di Carluccio (Eliminata), Gianpaolo Cantoni (Eliminato), Giuseppe Manna Peppe Show (Eliminato)

##### Squadra Scintilla
Willer Collura (Vincitore). Massimo Cozzolino (Secondo classificato), Lidia de Santis (Quarta classificata), Fabrizio Bicio Fenici (Quinto classificato), Daniele Spataro (Nono classificato)

##### Squadra Battista
Raoul Maiuli (Terzo classificato), Augusto Cottini (Ottavo classificato), Davide Dinelli (Eliminato), Felix (Eliminato), Sergio Galax Galantini (Eliminato), Loredana Scalia (Eliminata)

#### Puntate
| Puntata                  | Messa in onda  | Ospiti                                                               | Telespettatori | Share  |
| ------------------------ | -------------- | -------------------------------------------------------------------- | -------------- | ------ |
| 1                        | 21 giugno 2019 | Enrico Montesano, Iva Zanicchi, Valerio Staffelli, Franco Terlizzi   | 3 474 000      | 21,10% |
| 2                        | 28 giugno 2019 | Gigi Proietti, Cristiano Malgioglio, José Altafini, Franco Terlizzi  | 2 514 000      | 16,80% |
| 3                        | 5 luglio 2019  | Romina Power, Giancarlo Magalli, Enrico Beruschi, Franco Terlizzi    | 2 211 000      | 15,90% |
| 4                        | 12 luglio 2019 | Beppe Fiorello, Pippo Franco, Divino Otelma, Franco Terlizzi         | 2 175 000      | 14,80% |
| 5 - Semifinale           | 19 luglio 2019 | Maurizio Mattioli, Paolo Bonolis, Valerio Staffelli, Franco Terlizzi | 2 294 000      | 16,30% |
| 6 - Finale               | 26 luglio 2019 | Gerry Scotti, Nino Frassica, Andrea Pucci, Franco Terlizzi           | 2 161 000      | 15,30% |
| La sai l'ultima - reload | 2 agosto 2019  | -                                                                    | 1 914 000      | 13,30% |